# Faverolles-lès-Lucey
Faverolles-lès-Lucey är en kommun i departementet Côte-d'Or i regionen Bourgogne-Franche-Comté i östra Frankrike. Kommunen ligger i kantonen Recey-sur-Ource som tillhör arrondissementet Montbard. År 2022 hade Faverolles-lès-Lucey 29 invånare.

## Befolkningsutveckling
Antalet invånare i kommunen Faverolles-lès-Lucey
Referens:INSEE